# Марсель Домінго
Марсель Домінго (фр. Marcel Domingo; 15 січня 1924, Арль, Франція — 10 грудня 2010, там же) — французький футболіст, що грав на позиції воротаря. По завершенні ігрової кар'єри — тренер. Виступав за національну збірну Франції.
Дворазовий чемпіон Іспанії. Чемпіон Франції. Володар кубка Франції. Чемпіон Іспанії (як тренер). Дворазовий володар кубка Іспанії (як тренер).

## Клубна кар'єра
У дорослому футболі дебютував 1942 року виступами за команду клубу «Арль», в якій провів два сезони.
Згодом з 1944 по 1948 рік грав у складі команд клубів «Ніцца» та «Стад Франсе».
Своєю грою за останню команду привернув увагу представників тренерського штабу клубу «Атлетіко», до складу якого приєднався 1948 року. Відіграв за мадридський клуб наступні три сезони своєї ігрової кар'єри. Більшість часу, проведеного у складі «Атлетіко», був основним голкіпером команди.
Протягом 1951—1956 років захищав кольори клубів «Ніцца» та «Еспаньйол».
Завершив професійну ігрову кар'єру у клубі «Марсель», за команду якого виступав протягом 1956—1958 років.

## Виступи за збірну
1948 року провів один матч у складі національної збірної Франції. У товариському матчі французи поступились італійцям з рахунком 1–3.

## Кар'єра тренера
Розпочав тренерську кар'єру одразу ж по завершенні кар'єри гравця, 1958 року, очоливши тренерський штаб клубу «Еспаньйол». 1968 року став головним тренером команди «Гранада», тренував клуб з Гранади один рік.
Згодом протягом 1969—1971 років очолював тренерський штаб клубу «Атлетіко».
1972 року прийняв пропозицію попрацювати у клубі «Малага». Залишив клуб з Малаги 1974 року.
Протягом 2 років, починаючи з 1977, був головним тренером команди «Валенсія».
1980 року працював з мадридським «Атлетіко», після чого ненадовго повернувся на батьківщину, де протягом 1981—1982 років тренував «Ніццу».
Протягом 1983 року очолював тренерський штаб команди «Реал Бетіс».
Протягом тренерської кар'єри також очолював команди клубів «Понтеведра», «Кордова», «Ельче» та «Бургос».
Останнім місцем тренерської роботи був клуб «Мальорка», головним тренером команди якого Марсель Домінго був з 1938 по 1984 рік.
| Дата     | Місто  | Господарі | Результат | Гості  | Турнір           | Голи | Примітки |
| -------- | ------ | --------- | --------- | ------ | ---------------- | ---- | -------- |
| 4-4-1948 | Коломб | Франція   | 1 – 3     | Італія | товариський матч | -3   |          |
| Усього   |        | Матчів    | 1         |        | Голів            | -3   |          |

## Досягнення

### Як гравця
- Чемпіон Іспанії:

«Атлетіко»: 1949-50, 1950-51
- Чемпіон Франції:

«Ніцца»: 1951-52
- Володар кубка Франції:

«Ніцца»: 1951-52

### Як тренера
- Чемпіон Іспанії:

«Атлетіко»: 1969-70
- Володар Кубка Іспанії з футболу:

«Атлетіко»: 1971-72
«Валенсія»: 1978-79

### Особисті
- Володар Трофею Самори: 1948-49, 1952-53